# Miles Davis
Miles Dewey Davis III. (født 26. maj 1926, Illinois, Alton, død 28. september 1991, Santa Monica) var en amerikansk jazzmusiker og komponist. Hans primære instrument var trompet, men han spillede også keyboard og var en indflydelsesrig bandleader.

## Historie
Han begyndte at spille professionelt som 16-årig i forskellige klubber i St. Louis. Han påbegyndte nogle år senere på det klassiske konservatorium i New York, men afsluttede ikke studierne. 
I 1940'erne spillede han bl.a. med Charlie Parker og Dizzy Gillespie, men hans improvisationer stod i tydelig kontrast til datidens bebop-stil, bl.a. forbi han benyttede få og lange toner. Han var senere en foregangsmand for den såkaldte cool jazz-stil. Den kom til udtryk gennem samarbejdet med bl.a. Gerry Mulligan på de indspilninger, der senere blev udgivet samlet som "Birth of the Cool" (1949-50), og med Gil Evans f.eks. på Miles Ahead (1957), Porgy and Bess (1958) og Sketches of Spain (1959-60).
I anden halvdel af 1950'erne arbejde Davis, med en kvartet/kvintet bestående af Bill Evans (p), Paul Chambers (b), Philly Joe Jones (tr), John Coltrane (ts) og Cannonball Adderley – med div. variationer i besætningen. Et af de berømte eksempler på dette samarbejde er albummet Kind of Blue (1959), hvor Davis eksperimentede med den såkaldte modale jazz. 
Miles Davis formåede at forny sit musikalske udtryk løbende igennem hele sin lange karriere. I første halvdel af 1960'erne etablerede han en ny kvintet med Wayne Shorter (ts), Herbie Hancock (p), Ron Carter (b) og Tony Williams (tr). Gruppens spil kan bl.a. høres på pladerne Miles Smiles, E.S.P., Sorcerer og Nefertiti. 
I slutningen af 1960'erne og begyndelsen af 1970'erne var Davis blandt pionererne i elektrificeringen af jazzmusikken, bl.a. ved at benytte el-guitar, el-bas og el-klaver i sit orkester, samtidig med at han blev påvirket af stil-elementer fra rockmusikken. Denne periode blev kendt som hans "Electric Period", og ud af denne periode kom pladen Bitches Brew (1970), som blev en af hans største successer sammen med "Kind of Blue" fra 1959. 
I perioden 1975-1980 holdt han sig tilbagetrukket fra offentligheden såvel som fra musikstudiet bl.a. pga. alvorlige helbredsproblemer og et stofmisbrug, men han fik en bemærkelsesværdigt comeback med plader som The Man With the Horn, livepladen We Want Miles og Decoy.
I 1984 modtog han Léonie Sonnings Musikpris for "sin inspirerende og stilskabende indsats som instrumentalist, orkesterleder og komponist samt hans evne til stadig fornyelse", og indspillede i den anledning den af Palle Mikkelborg komponerede hyldest-suite Aura. 
I den sidste periode inden sin død flirtede han med hiphop-musikken og indspillede pladen Doo-Bop. Pladen blev udgivet i 1992, året efter hans død. 
Gennem tiderne var Miles Davis' bands med til at starte karrieren for mange senere verdensberømte jazzmusikere, bl.a. Cannonball Adderley, John Coltrane, Philly Joe Jones, Tony Williams, Herbie Hancock, Chick Corea, Keith Jarrett, Marcus Miller og mange andre.

## Discografi i udvalg
Listen nedenfor indeholder Davis' væsentligste udgivelser, særlig studiealbum. Der er herudover udgivet en lang række liveoptagelser, opsamlinger m.v.
1. The New Sounds (1951)
2. Young Man with a Horn (1952)
3. Blue Period (1953)
4. The Compositions of Al Cohn (1953)
5. Miles Davis Volume 2 (1954)
6. Miles Davis Volume 3 (1954)
7. Miles Davis Quintet (1954)
8. With Sonny Rollins (1954)
9. Miles Davis Quartet (1954)
10. All-Stars, Volume 1 (1955)
11. All-Stars, Volume 2 (1955)
12. All Star Sextet (1955)
13. The Musings of Miles (1955)
14. Blue Moods (1955)
15. Miles Davis, Vol. 1 (1956)
16. Miles Davis, Vol. 2 (1956)
17. Dig (1956)
18. Miles: The New Miles Davis Quintet (1956)
19. Quintet/Sextet (1956)
20. Collectors' Items (1956)
21. Birth of the Cool (1957)
22. 'Round About Midnight (1957)
23. Walkin' (1957)
24. Cookin' (1957)
25. Miles Ahead (1957)
26. Relaxin' (1958)
27. Milestones (1958)
28. Porgy and Bess (1959)
29. Miles Davis and the Modern Jazz Giants (1959)
30. Kind of Blue (1959)
31. Workin' (1960)
32. Sketches of Spain (1960)
33. Steamin' (1961)
34. Someday My Prince Will Come (1961)
35. Seven Steps to Heaven (1963)
36. Quiet Nights (1963)
37. E.S.P. (1965)
38. Miles Smiles (1967)
39. Sorcerer (1967)
40. Nefertiti (1968)
41. Miles in the Sky (1968)
42. Filles de Kilimanjaro (1968)
43. In a Silent Way (1969)
44. Bitches Brew (1970)
45. Jack Johnson (1971)
46. Live-Evil (1971)
47. On the Corner (1972)
48. In Concert (1973)
49. Big Fun (1974)
50. Get Up with It (1974)
51. Agharta (1975)
52. Pangaea (1975)
53. Dark Magus (1977)
54. The Man with the Horn (1981)
55. We Want Miles (1982)
56. Star People (1983)
57. Decoy (1984)
58. You're Under Arrest (1985)
59. Tutu (1986)
60. Amandla (1989)
61. Aura (1989)
62. Doo-Bop (1992)
63. Rubberband (2019)

## Miles Davis i Danmark
- Modern Jazz Quartet med Lester Young i KB-Hallen 14. november 1956
- Med John Coltrane i Tivolis Koncertsal 24. marts 1960
- Copenhagen Jazz Festival  i KB-Hallen 4. oktober 1964
- "The Lost Quintet" i Tivolis Koncertsal 4. november 1969. [1][2]
- Tivoli Koncertsal København 8. november 1971[3]
- Vejlby Risskov Hallen, Aarhus, 1974
- Jazzhus Montmartre i København 14. april 1982.[4]
- Falkoner Centret i København med DR big Band 14. december1984.[5]
- Falkoner Centret i København 28. oktober 1985.
- Aarhus Stadion , 27 juni 1987
- Aalborghallen 31. oktober 1987.
- Cirkusbygningen i København 1. november 1987.
- Falkoner Centret i København 17. oktober 1988.
- Midtfyns Festival, Ringe 1989